# Wayne Gretzky Hockey
Wayne Gretzky Hockey est un jeu vidéo de sport (hockey sur glace) développé et édité par Bethesda Softworks, sorti en 1988 sur DOS, Mac, Amiga, Atari ST et NES.
Il tient son nom du joueur Wayne Gretzky et a pour suite Wayne Gretzky Hockey II et Wayne Gretzky Hockey 3.

## Accueil
- Aktueller Software Markt : 9,8/12 (DOS)[1] - 7/12 (Atari ST)[2]
- Computer and Video Games : 83 % (Atari ST)[3]
- ST Format : 90 % (Atari ST)[4]